# Steerbear
Styrbjörn/Steerbear var Kockums först utvecklade konstruktionssystem för fartygsproduktion. Det togs fram när design och produktion behövde rationaliseras och det fanns ny teknik som kunde klara det. Styrbjörn påbörjades 1961 och den första produktionsversionen "Styrbjörn 1" introducerades i mitten av 60-talet. Mjukvaran skrevs i Algol-Genius och kördes på Datasaab D21. Nästa generation "Styrbjörn 2" introducerades under första halvan av 70-talet och hanterade då stålritningar samt rördragning utöver skrovproduktionen. "Styrbjörn 3" blev den sista generationen under detta varumärket.
Kockums IT-avdelning knoppades av till ett separat bolag, Kockums Computer Systems AB [KCS] och systemet vidareutvecklades under namnet "Tribon". När ägarna, Celsius, önskade renodla verksamheten till att enbart inbegripa militär verksamhet såldes KCS ut och tog varumärket som bolagsnamn, Tribon Solutions AB. Företaget har haft stora framgångar och dominerar marknaden för CAD/CAM/CAE/CAP-mjukvara inom varvsindustrin.
Sedan ett par år tillbaka är företaget uppköpt och ingår i den Brittiska koncernen AVEVA som AVEVA AB. Den marina delen av mjukvaran utvecklas i Malmö.